# Ilse Uyttersprot
Ilse Uyttersprot (Dendermonde, 10 mei 1967 – Aalst, 4 augustus 2020) was een Belgisch jurist en later politicus en bestuurder voor de CD&V. Ze was burgemeester van Aalst van 2007 tot 2012.

## Opleiding en werkzaamheden
Uyttersprot was de enige dochter van Raymond Uyttersprot, voormalig burgemeester van Aalst en Moorsel. Ze volgde de humaniora aan het Sint-Vincentiusinstituut in Gijzegem. Daarna studeerde ze in 1990 af als licentiaat rechten aan de Rijksuniversiteit Gent. Hierna was ze van 1990 tot 1999 advocaat aan de balie van Dendermonde en was van 1996 tot 1999 kabinetsmedewerker van staatssecretaris Reginald Moreels. Van 1999 tot 2006 werkte ze regiosecretaris bij de middenstandsorganisatei UNIZO.

## Openbaar bestuur

### Lokale politiek
In oktober 1988 werd Ilse Uyttersprot op 21-jarige leeftijd voor de CVP verkozen tot gemeenteraadslid van Aalst. Ze werd in de gemeenteraad actief in de commissies Verkeer, Public Relations, Onderwijs en Burgerlijke Stand. Om beroepsredenen besliste Uyttersprot na twee legislaturen in de gemeenteraad zich in oktober 2000 niet meer kandidaat te stellen bij de gemeenteraadsverkiezingen en tijdelijk de politiek te verlaten. In 2004 maakte ze haar politieke terugkeer als ondervoorzitter van de CD&V-afdeling van Aalst.
In oktober 2006 kwam ze weer op bij de lokale verkiezingen, als lijsttrekker van het kartel CD&V-N-VA. Het kartel werd de grootste partij en Uyttersprot behaalde de meeste voorkeurstemmen in Aalst. Na het vormen van een bestuur met de liberale VLD en het kartel sp.a-Spirit werd ze begin 2007 burgemeester van de stad en in die hoedanigheid tevens bevoegd voor Politie, Brandweer, Algemene Administratie en Coördinatie, Dienstverlening, Stadspromotie en Feesten, Informatie, Communicatie en Informatica. 
Na conflicten in het stadsbestuur over de locatie van het crematorium dat in Aalst zou worden gebouwd, beschuldigden haar coalitiepartners Uyttersprot ervan het dossier doelbewust te vertragen en dienden ze in augustus 2007 klacht in bij de gouverneur van Oost-Vlaanderen en de Vlaamse minister van Binnenlands Bestuur, waarbij Open Vld en sp.a-spirit verzochten om een commissaris aan te stellen om de normale werking van het gemeentebestuur van de stad te waarborgen. Na bemiddeling van provinciegouverneur André Denys werden enkele afspraken gemaakt om de onderlinge verstandhouding tussen de coalitiepartners te verbeteren en in 2010 werd uiteindelijk een masterplan goedgekeurd over de inrichting van het crematorium, waarvan de bouw in 2018 werd voltooid. Ook in het dossier over de herinrichting van de Tragelwijk en de bouw van een administratief centrum op de voormalige Post-site liepen de conflicten in het stadsbestuur hoog op, waardoor deze onder haar burgemeesterschap niet meer werden voltooid.
Uyttersprot kwam als burgemeester van Aalst regelmatig in het nieuws. Zo verkleedde ze zich in 2009 als agent om aan betogende brandweerlieden te ontkomen, die ontevreden waren over de hervorming van de Aalsterse brandweer, en twee jaar later dook er een privéfilmpje op waarin zij in het openbaar geslachtsgemeenschap had met haar toenmalige partner. Volgens Uyttersprot was het filmpje vier jaar oud  en "politiek zeker niet relevant". Het incident had geen gevolgen voor haar functie als burgemeester.
Bij de verkiezingen van oktober 2012 was Uyttersprot opnieuw lijsttrekker voor CD&V in Aalst en was ze kandidaat voor een tweede termijn als burgemeester. Door de vele conflicten in het stadsbestuur verloor de partij echter heel wat stemmen en moest ze haar positie van grootste partij overlaten aan N-VA. Hierdoor ging het burgemeesterschap naar Christoph D'Haese, de lokale voorman van die partij. Er werd een gemeentebestuur gevormd met CD&V en sp.a, vervolgens SD&P, en Uyttersprot werd eerste schepen, met de portefeuille van Sport, Cultuur, Evenementen, Vrije tijd en Facility. Als schepen van Evenementen was Uyttersprot verantwoordelijk voor de organisatie van Aalst Carnaval.
Na de gemeenteraadsverkiezingen van oktober 2018 werd een meerderheid gevormd bestaande uit N-VA, CD&V en Open Vld. Uyttersprot bleef schepen en werd bevoegd voor Sport, Cultuur, Jeugd, Vrije Tijd, Kerkfabrieken en Facility. In november 2019 werden haar alle schepenbevoegdheden ontnomen omdat ze, volgens burgemeester D'Haese, deloyaal was en moedwillig vertrouwelijke informatie over besparingen op het budget voor het stadspersoneel zou hebben gelekt en cijfers en denkpistes opzettelijk verkeerd hebben voorgesteld. Uyttersprot kreeg hierna kritiek omdat ze zonder kabinet en bevoegdheden toch bleef vasthouden aan haar functie en loon als schepen. Naar eigen zeggen kon ze zo als "schaduwkabinet" overschouwen op alle dossiers en departementen en letten op het naleven van het bestuursakkoord. In juni 2020 trok Ilse Uyttersprot naar de Raad van State om haar bevoegdheden als schepen terug te eisen, maar ze overleed voor die uitspraak kon doen.

### Bovenlokale politiek
In oktober 1994 werd Uyttersprot verkozen tot provincieraadslid van Oost-Vlaanderen, een mandaat dat ze bekleedde tot in maart 2000. Ook was ze verschillende keren kandidaat bij de verkiezingen voor het Vlaams Parlement. In mei 1995 stond ze op de derde plaats van de CVP-lijst in het arrondissement Aalst-Oudenaarde, maar ze werd niet verkozen. In juni 1999 was Uyttersprot eerste opvolger in de kieskring Aalst-Oudenaarde. In juni 2004 bekleedde ze de negende plaats op de CD&V-N-VA-lijst in de kieskring Oost-Vlaanderen, maar ook nu behaalde ze geen zetel.
Ter ondersteuning van het kartel CD&V-N-VA was Ilse Uyttersprot bij de federale verkiezingen van juni 2007 lijstduwer in de kieskring Oost-Vlaanderen. Ditmaal raakte ze wel verkozen en ze ging in de Kamer van volksvertegenwoordigers zetelen, waar ze actief werd in de commissie belast met de problemen inzake handels- en economisch recht. In juni 2010 was Uyttersprot geen kandidaat voor een hernieuwing van haar mandaat om zich volledig te concentreren op het burgemeesterschap.
Bijna vier jaar later, bij de federale verkiezingen van mei 2014, was zij opnieuw lijstduwer in Oost-Vlaanderen, evenwel zonder verkozen te raken. In mei 2019 kwam ze weer op bij de federale verkiezingen en stond ze op de vierde plaats van de Oost-Vlaamse CD&V-lijst, ook deze keer zonder een zetel te behalen.

## Moord
Uyttersprot kwam in de nacht van 3 op 4 augustus 2020 om het leven. In de ochtend van 4 augustus 2020 meldde haar partner Jurgen Demesmaeker zich op het politiebureau met de mededeling dat hij zijn vriendin iets had aangedaan. Hij had haar gedood met zes hamerslagen op het hoofd, omdat zij de relatie zou willen hebben beëindigen. Op zijn aanwijzing werd het levenloze lichaam van Ilse Uyttersprot kort daarna aangetroffen in een appartement in Aalst. Uyttersprot was gescheiden en had uit haar huwelijk twee zonen. Ze werd bijgezet bij haar vader op de begraafplaats van haar woonplaats Moorsel. Op 12 juni 2023 werd Jurgen Demesmaeker op een assisenproces schuldig bevonden aan moord en kreeg hij 30 jaar cel, met daar bovenop ook 5 jaar terbeschikkingstelling van de strafuitvoeringsrechtbank.
Voor de gemeenteraadsverkiezingen van oktober 2024 besloot de toen 85-jarige moeder van Uyttersprot, Suzanne Moortgat, om op de Aalsterse CD&V-lijst te staan om Uyttersprots werk zo voort te kunnen zetten. Ze werd verkozen en ging ook zetelen.